# David Mwaba
Pour les articles homonymes, voir Mwaba.
David Mwaba est un boxeur tanzanien.

## Carrière
David Mwaba est médaillé d'argent aux championnats d'Afrique de Kampala en 1983 dans la catégorie des poids mouches.
Aux Jeux olympiques d'été de 1984 à Los Angeles, il est éliminé au deuxième tour dans la catégorie des poids mouches par l'Australien Jeff Fenech.